# Anós (España)
Anós (llamada oficialmente Santo Estevo de Anos) es una parroquia española del municipio de Cabana de Bergantiños, en la provincia de La Coruña, Galicia.

## Otras denominaciones
La parroquia también es conocida por el nombre de San Esteban de Anos.

## Entidades de población
Entidades de población que forman parte de la parroquia:
- As Casas Novas
- A Galiñeira
- Anles (Os Anles)
- Boancho
- Cotaredo (O Cotaredo)
- Cruceiro (O Cruceiro)
- Eirita (A Eirita)
- Enfesta (A Enfesta)
- Espiño da Eirita
- Guisande
- Hermida (A Ermida)
- Miraflores
- Medoña (A Medoña)
- Outeiro (O Outeiro)
- Piñeiro (O Piñeiro)
- Remisqueira
- Rozamonde
- Vento (O Vento)
- Xerne

## Demografía
| Gráfica de evolución demográfica de Anós entre 2000 y 2018 |
|                                                            |
| Datos según el nomenclátor publicado por el INE.           |